# Gostanza da Libbiano
Gostanza da Libbiano è un film del 2000 diretto da Paolo Benvenuti.

## Trama
La vicenda si svolge nel 1594 tra San Miniato e Lari, allora nel Granducato di Toscana. Padre Tommaso Roffia, vicario del vescovo di Lucca, interroga Gostanza da Libbiano (toponimo riconosciuto nel territorio di Peccioli, nelle Colline Pisane), una levatrice vedova e non più giovane, capace anche di guarire i malati usando rimedi della medicina popolare. Lo scopo dell'interrogatorio è appurare se Gostanza pratichi la stregoneria, secondo quanto è stato denunciato da una donna del paese che ritiene di essere stata affatturata. In una prima fase Gostanza nega recisamente, ma, dopo essere stata sottoposta alla tortura della corda, ammette di essere una strega; tuttavia, successivamente ritratta la sua confessione dichiarando di aver mentito per evitare ulteriori sofferenze. Nuovamente sottoposta a tortura, ancora ammette di essere una strega e aggiunge di essere stata iniziata all'adorazione del Demonio da un uomo del contado, compiendo ogni atto comunemente attribuito alle streghe come il volo e la trasformazione in animali. L'anziano vicario manifesta un certo scetticismo e cerca di offrire a Gostanza una via d'uscita; viene tuttavia affiancato da un frate più giovane, Mario Porcacchi da Castiglione, più propenso a credere ai prodigi cui può dar luogo la possessione diabolica.
Nel frattempo del caso di Gostanza s'inizia a parlare anche nelle alte gerarchie ecclesiastiche, tanto che se ne occupa personalmente padre Dionigi da Costacciaro, inquisitore generale del territorio fiorentino per controllare se esso rientri nella giurisdizione del Sant'Uffizio. Gostanza dapprima nega di fronte a lui le accuse e rivela di essere la figlia naturale di messer Lotto Niccolini, nobile fiorentino, e di una serva di costui, raccontandogli quindi i fatti che hanno segnato la sua vita. In seguito dichiara nuovamente di essere un'adepta del Diavolo e fa i nomi di altre donne che come lei ne sarebbero seguaci. Sulla base di considerazioni teologiche, l'inquisitore generale dichiara non veritiera la deposizione di Gostanza sui rapporti con il Diavolo, ma Gostanza ribadisce di essere una strega. Tuttavia, messa a confronto con una delle donne che aveva accusato, ritratta un'altra volta giustificando il suo comportamento con la paura della tortura e con un sentimento di cupio dissolvi che si era impadronito di lei. Alla fine Gostanza è rilasciata ma sarà bandita dal suo paese col divieto di praticare ancora l'erboristeria e la farmacopea.
Andrà ad abitare nel territorio di Chianni, in diocesi di Volterra.

## Fonti
Come riportato nei titoli di coda, il film è ispirato fedelmente agli atti del processo contro Gostanza da Libbiano tuttora conservati nell'archivio vescovile di San Miniato e al libro di Franco Cardini Gostanza, la strega di San Miniato (Laterza, Bari, 1989), che su tali atti è basato.

## Riconoscimenti
- 2000 - Festival di Locarno
  - Premio speciale della giuria